# Weerbergstraße
De Weerbergstraße (L301) is een 6,59 kilometer lange Landesstraße (lokale weg) in het district Schwaz in de Oostenrijkse deelstaat Tirol. De weg is een zijweg van de Tiroler Straße (B171) en begint in Pill (556 m.ü.A.). De weg zorgt voor een verbinding met enkele kernen van de gemeente Weerberg. Bij Innerweerberg (930 m.ü.A.) houdt de Landesstraße officieel op. De straat loopt echter nog wel verder het Weerbachtal in.